# Jean-Maurice Verdier
Pour les articles homonymes, voir Verdier.
Jean-Maurice Verdier, né le 23 juin 1928 à Paris et mort dans cette même ville le 2 décembre 2018, est un juriste et universitaire français, spécialiste en droit du travail. Président honoraire de l'université Paris-Nanterre, il y est professeur émérite de droit privé.

## Biographie
Après avoir été doyen de la faculté de droit et des sciences économiques de l’université de Paris à Nanterre en 1970, Jean-Maurice Verdier a été président de l'université Paris-Nanterre de 1976 à 1981.
Il a été membre de la Commission d'experts du BIT pour l'application des conventions et des recommandations internationales du travail de 1974 à 2000, et président de la société internationale de droit du travail et de la sécurité sociale dont il est devenu président d'honneur.

## Principaux ouvrages
- Droit du travail. Volume 1, Rapports collectifs, 15e, Dalloz-Sirey, 2009,  (ISBN 2247085067)
- Droit du travail. Volume 2, Rapports individuels, 15e, Dalloz-Sirey, 2009,  (ISBN 2247085040)

Ainsi que les éditions passées (une nouvelles édition tous les deux ans en moyenne).
- Libertés et droits fondamentaux des travailleurs en Chine (pref), L'Harmattan, 2007,  (ISBN 978-2-296-03572-0)
- Le droit syndical dans l'entreprise, Dalloz, 1979,  (ISBN 224700069X)
- Traité de droit du travail, Dalloz, 1966, ASIN B0014P0OX8
- Les droits éventuels : contribution à l'étude de la formation successive des droits, Rousseau, 1955, ASIN, B001BMTLKG

## Hommage
Depuis le 8 juin 2023, un parvis du 17e arrondissement de Paris porte son nom.